# Российское женское фашистское движение
Российское женское фашистское движение — женская организация Всероссийской фашистской партии, созданная в Харбине с целью объединения девушек и женщин России, разделяющих идеи партии. Существовала в 1934—1943 годах в Маньчжоу-го. Идеология РЖФД — российский фашизм, определяемый главным лозунгом российских фашистов: «Бог, Нация, Труд». Движение объединяло русских девушек и женщин в возрасте от 20 до 40 лет. Организация действовала в соответствии с положением № 11 «О Российском женском фашистском движении».

## Становление организации
Организация создана 29 марта 1934 года и фактически была единственной политической организацией русской эмиграции, которая объединяла
русских девушек и женщин в возрасте от 20 до 40 лет. Согласно Положению, Движение выступало за Национальную трудовую Россию, построенную на корпоративной системе российского фашизма, в которой женщина заняла бы «по праву ей принадлежащее место — носительницы идеи красоты и хранительницы семейного очага (жены, матери), надлежащим образом обеспеченное законом».
Организация состояла из центрального руководства и местных организаций РЖФД. Центральным руководством был Руководящий центр РЖФД и его органы, местными организациями — очаги, районы и отделы РЖФД. По социальному составу члены движения были служащими: работниками местных газет и журналов, банков и других учреждений.

## Развитие организации, деятельность
Российское женское фашистское движение входило во Всероссийскую фашистскую партию (ВФП) в качестве автономной организации-секции, действующей по нормам, вырабатываемым руководящим центром РЖФД и утверждаемым главой ВФП. Руководящий центр РЖФД учреждался на съездах ВФП. Общее руководство работой Движения принадлежало главе ВФП через руководящий центр РЖФД. Постановления руководящего центра РЖФД входили в силу по утверждению их главой ВФП.

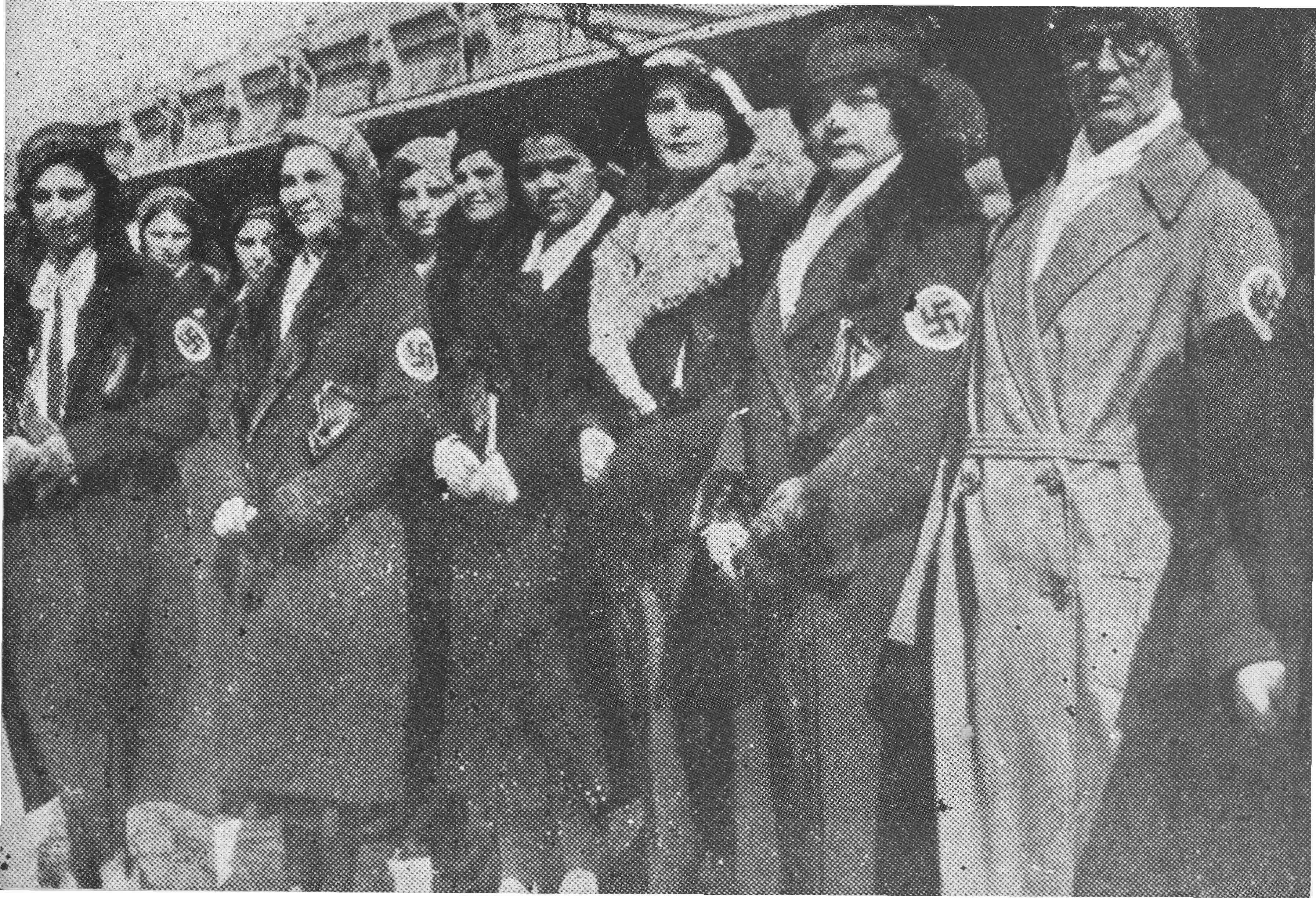
Участницы РЖФД встречают А. А. Вонсяцкого на харбинском вокзале

Руководящий центр РЖФД состоял из председательницы, которая считалась также председательницей всего РЖФД в целом, её заместительницы, секретаря, которая считалась также секретарём всего РЖФД в целом, казначея и начальниц отделов Руководящего центра — отдела пропаганды, отдела подготовки.
Местные организации РЖФД состояли из фашисток различных категорий сочувствующих, кандидаток, действительных членов, членов актива, зачисленных в соответствующую организацию распоряжением её руководящего органа. Очагом называлась группа фашисток от 2 до 5 человек, районом — группа очагов определённой территории, отделом — группа очагов или районов определённой значительной территории. К концу 1936 года были созданы отделы РЖФД в Харбине, Хайларе, очаги в Шанхае, Тяньцзине, Синьцзине, Сан-Франциско, Чифу, на о. Маниле, в Мукдене, на ст. Маньчжурия, Хорхонте, Цаголе, Чжалайроне (два последних очага в 1937 г. преобразованы в Маньчжурский район РЖФД).
Очаг возглавлялся старшей очага, район — начальницей района, отдел — начальницей отдела, назначаемых вышестоящими начальницами и утверждаемыми руководящим центром РЖФД. Каждая начальница в текущей работе подчинялась начальнику одноимённой организации ВФП, от имени местной организации ВФП входила в совещательный орган при нём. При начальнице района функционировал совещательный орган — Районный центр РЖФД, при начальнице отдела — местный Центр отдела РЖФД.
Основными направлениями деятельности являлись агитационная работа и воспитательная работа с молодежью и детьми. На агитационных мероприятиях членами движения делались доклады по таким темам, как «Трагедия русской женщины в советской литературе», «Положение русской женщины в СССР и за рубежом», «О долге русской женщины» и т. д. Силами членов Движения ставились спектакли, концерты, декламации стихов, организовывались балы и вечера. При РЖФД были организованы курсы кройки и шитья, курсы рукоделия, а также сестёр милосердия. Члены организации возглавляли дочерние детские организации ВФП: Союз Юных Фашистов — Авангард, Союз Юных Фашисток — Авангард, Союз Фашистских Крошек.
1 марта 1941 года организация переименована в «Союз русских женщин». Организация запрещена в 1943 году японцами, господствовавшими в оккупированной Маньчжурии, вместе с другими партийными организациями.

## Символика РЖФД
Российское Женское Фашистское Движение имело символику: знамя, приветствие, гимн, значок — общие с ВФП, и форму — особую для фашисток: белая блуза с чёрной юбкой и чёрным галстуком-бантом; белый цвет символизирует чистую женственность, чёрный цвет — фашизм, на левом рукаве — общепартийная свастика.
РЖФД с 1935 года издавало ежемесячную газету «Пробуждение»; с 1936 года она стала издаваться раз в две недели.

## Председательницы Руководящего центра
- Шейна Румянцева (1934)[10]
- Валентина Абаимова (1934 — июль 1936)[11]
- Евлалия Охотина (июль 1936 — июль 1943)[4], жена Льва Охотина